# Сименач, Богдан Ильич
Сименач Богдан Ильич (20 июня 1921 — 7 октября 2020) — советский ученый, лауреат Государственной премии Украины в области науки и техники, врач ортопед-травматолог с 60-летним стажем, научный стаж — 40 лет. Первый на территории постсоветского пространства начал заниматься управлением научной деятельностью на этапе теоретизации медицинской науки.

## Биография
Сименач Б. И. родился 20 июня 1921 г. в поселке Верхнее Синевидное. В 1947 г. он окончил с отличием лечебный факультет Львовского медицинского института. До мая 1952 г. работал главным врачом районной больницы в поселке Стебник. В мае 1952 г. Богдан Ильич был мобилизован в Советскую Армию. С 1956 до ноября 1966 гг. находился в составе Советской Армии на территории Венгрии.
Во время прохождения воинской службы Сименач Б. И. начал исследования заболеваний и повреждения суставов. В 1964 г. он защитил кандидатскую диссертацию «Посттравматические реактивные изменения в коленном суставе». Воинскую службу закончил в звании майора медицинской службы.
В сентябре 1966 г. Б. И. Сименач был выбран по конкурсу на должность старшего научного сотрудника Харьковского научно-исследовательского института протезирования, ортопедии и травматологии им. Проф. Ситенко. В течение нескольких лет исполнял обязанности научного секретаря института.
В ноябре 1970 г. Б. И. Сименач был назначен руководителем отдела научно-медицинской информации. С этого времени Богдан Ильич исследует теоретические вопросы научной информации, науковедения, классификации и терминологии. Работая в этих направлениях, Богдан Ильич делает вывод о необходимости теоретизации современной ортопедии, применения инновационного принципа развития медицинской науки, то есть постепенного проникновения фундаментальных составляющих в прикладные исследования.
В 1979 г. он защитил докторскую диссертацию на тему: «Повреждения сумочно-связочного аппарата коленного сустава, диагностика и хирургическое лечение (с позиции системного подхода)». Богдан Ильич был инициатором исследований, посвященных проблеме дисплазии суставов — диспластическому артрозу. Проблема изучалась в разных аспектах. В результате этих исследований разработана новая теория заболеваний суставов и позвоночника, которые обусловлены наследственной предрасположенностью, и отдельно особый отдел ортопедии — ортопедическую артрологию. На основе этого создана концептуальные модели «Ортопедическая артрология», «Артрозирующая деформация», «Объемная гиперпресия тазобедренного сустава», «Фронтальные деформации коленного сустава», «Сколиоз как диспластическая проблема» и др.
В основу исследований положены нетрадиционные концепции: использование методологии системного подхода, информационного и концептуального моделирования, что позволило получить новые представления про группу наследственно предрасположенных заболеваний суставов. Это имеет фундаментальное и прикладное значение. Полученные данные свидетельствуют про правильность постановки задачи и эффективность их решения. Исследования под руководством проф. Б. И. Сименача открывает реальный путь к превентивной профилактики диспластическиго артроза, который является наиболее частым (около 80 %) в группе наследственно предрасположенных заболеваний суставов, то есть решение этой проблемы имеет большое социальное значение.
За разработку и внедрение в медицинскую практику реконструктивно- восстановительных операций на крупных суставах в случаях их повреждения и ортопедических заболеваний в 1996 г. ученому было присвоено Государственную премию в области науки и техники.
45 лет Сименач Б. И. проработал в «Институте патологии позвоночника и суставов им. проф. Ситенко М. И. АМН Украины».
Профессор Сименач Б. И. воспитал многих учеников, создал свою школу патологии коленного сустава.

## Специализация
— Патология коленного сустава
— Заболевания суставов, обусловленные наследственной предрасположенностью (ЗСОНП)
— Построение интегративной медицины на модели «Ортопедической артрологии»
— Управление научной деятельностью на этапе теоретизации медицинской науки.
Автор 6-х монографий и 160-ти журнальных публикаций, консультант 5-и докторских и научный руководитель 12-и кандидатских диссертаций. Исследования посвящены преимущественно проблеме заболеваний суставов, обусловленных наследственной предрасположенностью.

## Научная деятельность
Все исследования, которые описываются, выполняются на модели «ортопедической артрологии» в основном на её «диспластическом секторе» — «заболеваниях суставов, обусловленных наследственной предрасположенностью (ЗСОНП)».
Исследования базируются на философии науки, законах нормологии-патологии человека. Исследования построены на генезисном принципе с использованием собственной методологии процесса познания, которая базируется на пятифакторной категориальной концептуальной модели «сустав». В исследованиях используются: системный подход, как наиболее прогрессивная методология научного познания, методологии классиологии и терминологии, а также концептуальное моделирование, как механизм получения нового знания.
Результаты исследований Сименача Б. И. зафиксированы как теоретические обобщения разных уровней с различными их функциями: эвридической, описательной, объяснительной, методологической, конструкторской, прикладной и др.
Раскрываются особенности трансляции и материализации теории, последняя — в форме методологических (общих, специальных) регулятивов. Основная (базовая) теория ЗСОНП реализуется на феноменологическом уровне в виде многочисленных диссертационных исследований, которые заканчиваются описанием новых диспластических, обусловленных наследственной предрасположенностью, синдромов, и их прикладной реализацией.
Достигнутые результаты теоретических исследований используются в построении учебника интегративной ортопедической артрологии. Полученный в процессе исследований опыт управления научной деятельностью медицинской науки на этапе теоретизации обобщен в многочисленных публикациях и монографии.

### Книги
1. Сіменач Б. Спадково схильні захворювання суглобів: теоретико-методологічне обгрунтування (на моделі колінного суглоба) .-Харків: Основа.-1998.- 200 с. ISBN 5-7768-0565-1
(Наследственно предрасположенные заболевания суставов: теоретико-методологическое обоснование (на модели коленного сустава) Б. Сименач)
2. Спадково схильні захворювання суглобів. Лікувально-діагностичної тактики (на моделі колінного суглоба) Під редакцією Б. Сименача (Харків, 1999.- 393 С. (Наследственно предрасположенные заболевания суставов: лечебно-диагностическая тактика(на модели коленного сустава)
3. Б. Сіменач Ортопедична артрологія на шляху теоретизації (авторська версія) Харків, 2009.- 134 с. (Ортопедическая артрология на пути теоретизации)
4. Сіменач Б., Снісаренко П., Бабуркіна О. Артроз як
теоретико-методолоґічна проблема. Авторська версія. Харків.-Крокус, 2004.-120с.(Артроз как теоретико-методологическая проблема)
5. Сіменач Б., Бабуркіна О. Планування наукових досліджень на єтапі теоретизації медичної науки (на моделі ортопедичної артродогії) Посібник для науковців Хавків, 2010.-85с.(Планирование научных исследований на этапе теоретизации медицинской науки. На модели ортопедической артрологии. Учебник для ученых)
6. Сіменач Б., Бабуркіна О. Методологія управління
науковою діяльністю на етапі теоретизації медичної науки (на моделі ортопедичної артрології) Посібник для науковців Харків, 2011.-103с.(Методология управления научной деятельностью на этапе теоретизации медицинской науки)

### Изобретения
1. «Способ реконструкции латерального отдела сумочно-связочного аппарата коленного сустава при латеральной передне-варусной
неустойчивости» / А. С. № 1209188.-1983.-Стаматин С., РемизовВ. Б., Сименач Б. И.-Бюл. № 5.-07.02.86.
2. «Способ лечения врожденного вывиха надколенника» /А. С. № 1263239.-1984.-Сименач Б. И., Нестеренко С. А., Суркин Н. П., Михайлов
С. Р.-Бюл. № 38.-15.10.84. 34.
3. «Способ лечения неустойчивости коленного сустава»
/А. С. № 1326257.-1987. Сименач Б. И., Ремизов В. Б. Бюл. № 28.-30.07.87
4. «Способ рентгенодиагностики дисплазии коленного сустава» /.С. № 1375246.-1986.-Сименач Б. И., Зеленецкий И. Б., Михайлов С. Р. Бюл. № 7.- 23.02.88
5. «Способ пластики задней крестообразной связки.» /
А. С. № 1496785.- 1987.- Сименач Б. И., Ремизов В. С. Бюл. № 28.-30.07.89.
6. «Способ лечения врожденного вывиха
надколенника» А. С. № 1526667.- 1988.-Сименач Б. И., Нестеренко С. А.,
Пустовойт Б. А., Кобахидзе Н. И. Бюл. № 45.-07.03.89.
7.
«Способ рентгенодиагностики дисплазии коленных
суставов» /А. С. 1588393.-1987.-Сименач Б. И., Суркин Н. П., Нестеренко С. А.,
Ишханова Р.А Бюл. № 32.-30.08.90.
8.
«Способ лечения варусной деформации коленного
сустава и устройство для его осуществления» / А. С. № 1600735.-1988.-
Сименач Б. И., Пустовойт Б. А., Лыгун Л. Н., Нестеренко С. А., Кобахидзе Н. И. Бюл.
№ 39.-23.10.90.
9.
«Устройство для рентгенодиагностики заболеваний
коленных суставов» /А. С. № 1720635.-1989. Сименач Б. И., Пустовойт Б. А., Нестеренко
С. А., Кобахидзе Н. И., Маковоз Е. М., Суркин Н. П.,Михайлов С. Р., Ефименко В. И.
Бюл. № 11.-23.03.92.
10.
"Спосіб лікування природженого звиха надколінка у дорослих
"/заява на патент, 1992. Сіменач Б.І., Лазарович Н. В., Нестеренко С. А.
11.
Спосіб хірургічного
лікування уродженого звиху надколінка. Патент на винахід 14762 А ; А 61 В 17/56
.18.02.97.
12.
Спосіб відновлення
передньої хрестоподібної зв’язки колінного суглоба Деклараційний патент на винахід
45825 ;, А61В17/56 15.04.2002 Бюл. № 4.
13.
Патент 14762А, UА А 61В17/56. Спосіб хірургічного лікування уродженого
звиху надколінка /Б.І.Сіменач (UA), С. О. Нестеренко (UA), Б. А. Пустовойт (UA), О. П. Бабуркіна (UA). — № 94076401. Заявлено 26.07.94. Надруковано 30.06.97.//Промислова власність.-
1997. — № 3.-С.3.1.27.
14.
Патент 17243А, UA, А 61В17/56
Спосіб лікування вальгусної деформації
колінного суглоба / Б. А. Пустовойт (UA).- № 95114929. Заявлено 20.11.95. Надруковано 31.10.97. //Промислова власність.- 1997. -№ 5.
15.
Деклараційний патент.
45825 А, UA, А 61В17/56. Спосіб відновлення передньої хрестоподібної зв’язки колінного суглоба /
Б.І Сіменач (UA), П.В Болховітін (UA).  № 2001075369. Заявлено
13.07.2001. Надруковано 15.04.2002.-.№ 4.
16.
Деклараційний патент UA, А61В17/56. Спосіб
відновлення задньої хрестоподібної зв’язки колінного суглоба / П. В.
Болховітін (UA) Б.І. Сіменач (UA). № 2001074919. Заявлено 01.07.2002. Надруковано
17.03.2003.- № 3.
17.
Деклараційний
патент UA А61В17|56. Спосіб
лікування вродженого вивиху стегна /О.І.Корольков (UA), С. О. Хмизов
№ 2001074919. Заявлено 13.7.2001.Надруковано 15.04.2002 //Промислова
власність.-2002.-№ 4.
18.
Заявка на винахід. № 2003065519, Україна А 61 В 17/56. Спосіб хірургічного лікування дисплазії
кульшової впадини / О.І. Корольков (UA).- Заявлено 13.06.2003.